# Kardinali izbornici u papinskoj konklavi 2025.
Papinska konklava 2025. sazvana je kako bi se izabrao papa, poglavar Katoličke Crkve, koji će naslijediti Franju nakon njegove smrti 21. travnja 2025. godine. U skladu s apostolskom konstitucijom Universi Dominici gregis, koja uređuje pitanja upražnjenog mjesta Svete Stolice, samo kardinali koji nisu navršili 80 godina na dan kada je Sveta Stolica postala upražnjena (u ovom slučaju, oni koji su rođeni nakon 21. travnja 1945.) imaju pravo sudjelovati u konklavi. Iako nije nužan zahtjev, kardinali izbornici uvijek biraju papu među sobom. Izbori se provode tajnim glasovanjem (lat. per scrutinium).
Od 252 člana Kardinalskog zbora u vrijeme Franjine smrti 135 kardinala izbornika imalo je pravo sudjelovati u sljedećoj konklavi. Dva kardinala izbornika najavila su kako ne planiraju prisustvovati čime se broj sudionika smanjio na 133. Da bi bio izabran za papu kandidatu je potrebna dvotrećinska većina glasova izbornika koji sudjeluju u izborima, odnosno 89 glasova.
Od 133 kardinala izbornika koji su prisutni, 5 su kardinali biskupi, 108 su kardinali svećenici i 20 su kardinali đakoni; 5 ih je kardinalima imenovao papa Ivan Pavao II., 20 papa Benedikt XVI., a 108 papa Franjo. Najstariji kardinal izbornik s pravom glasa jest Carlos Osoro Sierra, sa 79 godina, a najmlađi je Mykola Bychok, kojemu je 45 godina. Najbrojnija generacija među izbornicima ona je rođena 1947. godine s 13 članova. Ukupno 33 kardinala dolaze iz 18 redovničkih zajednica. Najviše je salezijanaca (5), potom franjevaca i isusovaca (po 4). Prvi put u povijesti 12 država imalo je vlastite kardinale s pravom glasa.
Konklave su započele 7. svibnja. U četvrtak, 8. svibnja, izabrali su kardinali za novoga papu u četvrtom krugu glasanja Roberta Francisa Prevosta, koji je uzeo ime Lav XIV.

## Kardinali izbornici
Kardinalski zbor podijeljen je u tri reda: kardinali biskupi (KB), kardinali svećenici (KS) i kardinali đakoni (KĐ) – s formalnim prioritetom u tom slijedu. Ovo određuje redoslijed kojim kardinali izbornici ulaze u konklavu, polažu prisegu i glasaju. Za kardinale biskupe (osim istočnokatoličkih patrijarha), dekan Kardinalskog zbora ima prednost, zatim slijedi prodekan, a zatim ostali po redoslijedu imenovanja za kardinale biskupe. Za kardinale biskupe koji su istočnokatolički patrijarsi, za kardinale svećenike i za kardinale đakone, prednost se određuje datumom konzistorija na kojem su imenovani kardinalima, a zatim redoslijedom kojim su se pojavili u službenom vjesniku.
Petero kardinala izbornika su pripadnici istočnih katoličkih Crkava: Louis Raphaël I. Sako (Kaldejska Crkva), Baselios Cleemis (Siro-malabarska Crkva), Berhaneyesus Demerew Souraphiel (Etiopska Crkva), Mykola Bychok (Ukrajinska grčka Crkva) i George Koovakad (Siro-malabarska Crkva). Stariji kardinal biskup, stariji kardinal svećenik, stariji kardinal đakon i mlađi kardinal đakon su, redom: Pietro Parolin, Vinko Puljić, Dominique Mamberti i George Koovakad. Komornik Svete Rimske Crkve, koji je zadužen za upravljanje Svetom Stolicom tijekom njezina upražnjenja, je Kevin Joseph Farrell.
Donja tablica je sortirana prema relativnom prioritetu kardinala izbornika i sadrži podatke od 21. travnja 2025., datum kada je Sveta Stolica postala upražnjena nakon smrti pape Franje. Svi navedeni kardinali su članovi Latinske Crkve, osim ako nije drugačije navedeno. Kardinali koji pripadaju ustanovama posvećenog života ili družbama apostolskog života označeni su odgovarajućim postnominalnim pokratama. Kardinali u pastoralnoj službi navode se prema zemlji u kojoj se nalaze njihove biskupije, iako mogu biti državljani druge zemlje.

### Kardinali biskupi
| Kardinali biskupi                                                  | Kardinali biskupi                                                  | Kardinali biskupi                                                  | Kardinali biskupi                                                  | Kardinali biskupi                                                  | Kardinali biskupi                                                  | Kardinali biskupi                                                  | Kardinali biskupi                                                  |
| Konzistorij                                                        | Slika                                                              | Ime i prezime                                                      | Grb                                                                | Država                                                             | Rođen                                                              | Dob                                                                | Služba                                                             |
| NASLOVNI BISKUPI SEDAM PRIGRADSKIH SJEDIŠTA I KOOPTIRANI KARDINALI | NASLOVNI BISKUPI SEDAM PRIGRADSKIH SJEDIŠTA I KOOPTIRANI KARDINALI | NASLOVNI BISKUPI SEDAM PRIGRADSKIH SJEDIŠTA I KOOPTIRANI KARDINALI | NASLOVNI BISKUPI SEDAM PRIGRADSKIH SJEDIŠTA I KOOPTIRANI KARDINALI | NASLOVNI BISKUPI SEDAM PRIGRADSKIH SJEDIŠTA I KOOPTIRANI KARDINALI | NASLOVNI BISKUPI SEDAM PRIGRADSKIH SJEDIŠTA I KOOPTIRANI KARDINALI | NASLOVNI BISKUPI SEDAM PRIGRADSKIH SJEDIŠTA I KOOPTIRANI KARDINALI | NASLOVNI BISKUPI SEDAM PRIGRADSKIH SJEDIŠTA I KOOPTIRANI KARDINALI |
| ------------------------------------------------------------------ | ------------------------------------------------------------------ | ------------------------------------------------------------------ | ------------------------------------------------------------------ | ------------------------------------------------------------------ | ------------------------------------------------------------------ | ------------------------------------------------------------------ | ------------------------------------------------------------------ |
| 22. veljače 2014.                                                  |                                                                    | Pietro Parolin                                                     |                                                                    | Italija                                                            | 17. siječnja 1955.                                                 | 70                                                                 | Državni tajnik Njegove Svetosti                                    |
| 18. veljače 2012.                                                  |                                                                    | Fernando Filoni                                                    |                                                                    | Italija                                                            | 15. travnja 1946.                                                  | 79                                                                 | Veliki meštar Viteškoga reda Sv. Groba Jeruzalemskoga              |
| 24. studenoga 2012.                                                |                                                                    | Luis Antonio Tagle                                                 |                                                                    | Filipini                                                           | 21. lipnja 1957.                                                   | 68                                                                 | Pro-prefekt Dikasterija za evangelizaciju naroda                   |
| 30. rujna 2023.                                                    |                                                                    | Robert Francis Prevost, O.S.A.                                     |                                                                    | SAD                                                                | 14. rujna 1955.                                                    | 69                                                                 | Pročelnik Dikasterija za biskupe                                   |
| PATRIJARSI ISTOČNIH KATOLIČKIH CRKAVA                              |                                                                    |                                                                    |                                                                    |                                                                    |                                                                    |                                                                    |                                                                    |
| 28. lipnja 2018.                                                   |                                                                    | Louis Rafael I. Sako                                               |                                                                    | Irak                                                               | 4. srpnja 1948.                                                    | 77                                                                 | Bagdadski patrijarh (Kaldejska katolička Crkva)                    |

### Kardinali prezbiteri
| Kardinali prezbiteri | Kardinali prezbiteri                       | Kardinali prezbiteri                | Kardinali prezbiteri   | Kardinali prezbiteri     | Kardinali prezbiteri | Kardinali prezbiteri                                                                      | Kardinali prezbiteri                                                          |
| Konzistorij          | Slika                                      | Ime i prezime                       | Grb                    | Država                   | Rođen                | Dob                                                                                       | Služba                                                                        |
| -------------------- | ------------------------------------------ | ----------------------------------- | ---------------------- | ------------------------ | -------------------- | ----------------------------------------------------------------------------------------- | ----------------------------------------------------------------------------- |
| 26. studenoga 1994.  |                                            |                                     |                        |                          |                      |                                                                                           |                                                                               |
|                      | Vinko Puljić                               |                                     | Bosna i Hercegovina    | 8. rujna 1945.           | 79                   | Vrhbosanski nadbiskup u miru                                                              |                                                                               |
| 21. listopada 2003.  |                                            |                                     |                        |                          |                      |                                                                                           |                                                                               |
|                      | Peter Kodwo Appiah Turkson                 |                                     | Gana                   | 11. listopada 1948.      | 76                   | Kancelar Papinske akademije znanosti i Papinske akademije društvenih znanosti             |                                                                               |
|                      | Josip Bozanić                              |                                     | Hrvatska               | 20. ožujka 1949.         | 76                   | Zagrebački nadbiskup u miru                                                               |                                                                               |
|                      | Philippe Barbarin                          |                                     | Francuska              | 17. listopada 1950.      | 74                   | Lionski nadbiskup u miru                                                                  |                                                                               |
|                      | Péter Erdő                                 |                                     | Mađarska               | 25. lipnja 1952.         | 73                   | Ostrogonsko-budimpeštanski nadbiskup                                                      |                                                                               |
| 24. studenoga 2007.  |                                            |                                     |                        |                          |                      |                                                                                           |                                                                               |
|                      | Stanisław Ryłko                            |                                     | Poljska                | 4. srpnja 1945.          | 80                   | Nadsvećenik Papinske bazilike sv. Marije Velike                                           |                                                                               |
|                      | Francisco Robles Ortega                    |                                     | Meksiko                | 2. ožujka 1949.          | 76                   | Guadalaharski nadbiskup                                                                   |                                                                               |
|                      | Daniel DiNardo                             |                                     | SAD                    | 23. svibnja 1949.        | 76                   | Galvestonsko-hjustonski nadbiskup                                                         |                                                                               |
|                      | Odilo Pedro Scherer                        |                                     | Brazil                 | 21. rujna 1949.          | 75                   | Saopaulski nadbiskup                                                                      |                                                                               |
| 20. studenoga 2010.  |                                            |                                     |                        |                          |                      |                                                                                           |                                                                               |
|                      | Robert Sarah                               |                                     | Gvineja                | 15. lipnja 1945.         | 80                   | Pročelnik u miru Kongregacije za bogoštovlje i stegu sakramenata                          |                                                                               |
|                      | Raymond Leo Burke                          |                                     | SAD                    | 30. lipnja 1948.         | 77                   | Zaštitnik u miru Suverenoga viteškog malteškog reda                                       |                                                                               |
|                      | Kurt Koch                                  |                                     | Švicarska              | 15. ožujka 1950.         | 75                   | Prefekt Dikasterija za promicanje jedinstva kršćana                                       |                                                                               |
|                      | Kazimierz Nycz                             |                                     | Poljska                | 1. veljače 1950.         | 75                   | Varšavski nadbiskup u miru                                                                |                                                                               |
|                      | Malcolm Ranjith                            |                                     | Šri Lanka              | 15. studenoga 1947.      | 77                   | Kolombski nadbiskup                                                                       |                                                                               |
|                      | Reinhard Marx                              |                                     | Njemačka               | 21. rujna 1953.          | 71                   | Minhenski i frajzinški nadbiskup                                                          |                                                                               |
| 18. veljače 2012.    |                                            |                                     |                        |                          |                      |                                                                                           |                                                                               |
|                      | João Braz de Aviz                          |                                     | Brazil                 | 24. travnja 1947.        | 78                   | Pročelnik u miru Dikasterija za ustanove posvećenoga života i društva apostolskoga života |                                                                               |
|                      | Thomas Christopher Collins                 |                                     | Kanada                 | 16. siječnja 1947.       | 78                   | Torontski nadbiskup u miru                                                                |                                                                               |
|                      | Wim Eijk                                   |                                     | Nizozemska             | 22. lipnja 1953.         | 72                   | Utrehtski nadbiskup                                                                       |                                                                               |
|                      | Giuseppe Betori                            |                                     | Italija                | 25. veljače 1947.        | 78                   | Firentinski nadbiskup u miru                                                              |                                                                               |
|                      | Timothy Michael Dolan                      |                                     | SAD                    | 6. veljače 1950.         | 75                   | Njujorški nadbiskup                                                                       |                                                                               |
|                      | Rainer Maria Woelki                        |                                     | Njemačka               | 18. kolovoza 1956.       | 68                   | Kelnski nadbiskup                                                                         |                                                                               |
| 24. studenoga 2012.  |                                            |                                     |                        |                          |                      |                                                                                           |                                                                               |
|                      | James Michael Harvey                       |                                     | SAD                    | 20. listopada 1949.      | 75                   | Nadsvećenik Papinske bazilike sv. Pavla izvan zidina                                      |                                                                               |
|                      | Baselios Cleemis                           |                                     | Indija                 | 15. lipnja 1959.         | 66                   | Trivandrumski veliki nadbiskup (Siro-malankarska katolička Crkva)                         |                                                                               |
| 22. veljače 2014.    |                                            |                                     |                        |                          |                      |                                                                                           |                                                                               |
|                      | Gerhard Ludwig Müller                      |                                     | Njemačka               | 31. prosinca 1947.       | 77                   | Pročelnik u miru Kongregacije za nauk vjere                                               |                                                                               |
|                      | Vincent Gerard Nichols                     |                                     | Ujedinjeno Kraljevstvo | 8. studenoga 1945.       | 79                   | Vestminsterski nadbiskup                                                                  |                                                                               |
|                      | Leopoldo José Brenes Solórzano             |                                     | Nikaragva              | 7. ožujka 1949.          | 76                   | Managuanski nadbiskup                                                                     |                                                                               |
|                      | Gérald Cyprien Lacroix, ISPX               |                                     | Kanada                 | 27. srpnja 1957.         | 68                   | Kvebeški nadbiskup                                                                        |                                                                               |
|                      | Jean-Pierre Kutwa                          |                                     | Obala Bjelokosti       | 22. prosinca 1945.       | 79                   | Abiđanski nadbiskup                                                                       |                                                                               |
|                      | Orani João Tempesta, OCist.                |                                     | Brazil                 | 23. lipnja 1950.         | 75                   | Nadbiskup Sao Sebastiao do Rio de Janeiro                                                 |                                                                               |
|                      | Mario Aurelio Poli                         |                                     | Argentina              | 29. studenoga 1947.      | 77                   | Buenosaireski nadbiskup u miru                                                            |                                                                               |
|                      | Philippe Nakellentuba Ouédraogo            |                                     | Burkina Faso           | 31. prosinca 1945.       | 79                   | Uageduganski nadbiskup u miru                                                             |                                                                               |
|                      | Chibly Langlois                            |                                     | Haiti                  | 29. studenoga 1958.      | 66                   | Lezkajski biskup                                                                          |                                                                               |
| 14. veljače 2015.    |                                            |                                     |                        |                          |                      |                                                                                           |                                                                               |
|                      | Manuel José Macário do Nascimento Clemente |                                     | Portugal               | 16. srpnja 1948.         | 77                   | Lisabonski patrijarh u miru                                                               |                                                                               |
|                      | Berhaneyesus Demerew Souraphiel, C.M.      |                                     | Etiopija               | 14. srpnja 1948.         | 77                   | Adisabebski nadbiskup (Etiopska katolička Crkva)                                          |                                                                               |
|                      | John Atcherley Dew                         |                                     | Novi Zeland            | 5. svibnja 1948.         | 77                   | Velingtonski nadbiskup u miru                                                             |                                                                               |
|                      | Charles Maung Bo, S.D.B.                   |                                     | Mjanmar                | 29. listopada 1948.      | 76                   | Janagonski nadbiskup                                                                      |                                                                               |
|                      | Francis Xavier Kriengsak Kovithavanij      |                                     | Tajland                | 27. lipnja 1949.         | 76                   | Bangkoški nadbiskup u miru                                                                |                                                                               |
|                      | Francesco Montenegro                       |                                     | Italija                | 22. svibnja 1946.        | 79                   | Agriđentski nadbiskup u miru                                                              |                                                                               |
|                      | Daniel Fernando Sturla Berhouet, S.D.B.    |                                     | Urugvaj                | 4. srpnja 1959.          | 66                   | Montevidejski nadbiskup                                                                   |                                                                               |
|                      | Arlindo Gomes Furtado                      |                                     | Zelenortska Republika  | 15. studenoga 1949.      | 75                   | Santiagodekapoverdski biskup                                                              |                                                                               |
|                      | Soane Patita Paini Mafi                    |                                     | Tonga                  | 19. prosinca 1961.       | 63                   | Tonganski biskup                                                                          |                                                                               |
| 19. studenoga 2016.  |                                            | Dieudonné Nzapalainga, C.S.Sp.      |                        | Srednjoafrička Republika | 14. ožujka 1967.     | 58                                                                                        | Bangujski nadbiskup                                                           |
| 19. studenoga 2016.  |                                            | Carlos Osoro Sierra                 |                        | Španjolska               | 16. svibnja 1945.    | 80                                                                                        | Madridski nadbiskup u miru                                                    |
| 19. studenoga 2016.  |                                            | Sérgio da Rocha                     |                        | Brazil                   | 21. listopada 1959.  | 65                                                                                        | Nadbiskup São Salvador da Bahije                                              |
| 19. studenoga 2016.  |                                            | Blase J. Cupich                     |                        | SAD                      | 19. ožujka 1949.     | 76                                                                                        | Čikaški nadbiskup                                                             |
| 19. studenoga 2016.  |                                            | Jozef De Kesel                      |                        | Belgija                  | 17. lipnja 1947.     | 78                                                                                        | Mehelensko-briselski nadbiskup u miru                                         |
| 19. studenoga 2016.  |                                            | Carlos Aguiar Retes                 |                        | Meksiko                  | 9. siječnja 1950.    | 75                                                                                        | Meksički nadbiskup                                                            |
| 19. studenoga 2016.  |                                            | John Ribat, M.S.C.                  |                        | Papua Nova Gvineja       | 9. veljače 1957.     | 68                                                                                        | Portmorzbijski nadbiskup                                                      |
| 19. studenoga 2016.  |                                            | Joseph William Tobin, CSsR.         |                        | SAD                      | 3. svibnja 1952.     | 73                                                                                        | Nevarški nadbiskup                                                            |
| 28. lipnja 2017.     |                                            |                                     |                        |                          |                      |                                                                                           |                                                                               |
|                      | Juan José Omella                           |                                     | Španjolska             | 21. travnja 1946.        | 79                   | Barcelonski nadbiskup                                                                     |                                                                               |
|                      | Anders Arborelius, O.C.D.                  |                                     | Švedska                | 24. rujna 1949.          | 75                   | Štokholmski biskup                                                                        |                                                                               |
| 28. lipnja 2018.     |                                            | Angelo De Donatis                   |                        | Italija                  | 4. siječnja 1954.    | 71                                                                                        | Veliki pokorničar                                                             |
| 28. lipnja 2018.     |                                            | Joseph Coutts                       |                        | Pakistan                 | 21. srpnja 1945.     | 80                                                                                        | Karačijski nadbiskup u miru                                                   |
| 28. lipnja 2018.     |                                            | António Augusto dos Santos Marto    |                        | Portugal                 | 5. svibnja 1947.     | 78                                                                                        | Leirijsko-fatimski biskup u miru                                              |
| 28. lipnja 2018.     |                                            | Désiré Tsarahazana                  |                        | Madagaskar               | 13. lipnja 1954.     | 71                                                                                        | Toamasinski nadbiskup                                                         |
| 28. lipnja 2018.     |                                            | Giuseppe Petrocchi                  |                        | Italija                  | 19. kolovoza 1948.   | 76                                                                                        | Lakvilski nadbiskup u miru                                                    |
| 28. lipnja 2018.     |                                            | Thomas Aquino Manyo Maeda           |                        | Japan                    | 3. ožujka 1949.      | 76                                                                                        | Osakansko-takamatski nadbiskup                                                |
| 5. listopada 2019.   |                                            | Ignatius Suharyo Hardjoatmodjo      |                        | Indonezija               | 9. srpnja 1950.      | 75                                                                                        | Džakartski nadbiskup                                                          |
| 5. listopada 2019.   |                                            | Juan de la Caridad García Rodríguez |                        | Kuba                     | 11. srpnja 1948.     | 77                                                                                        | Nadbiskup San Cristóbal de la Habane                                          |
| 5. listopada 2019.   |                                            | Fridolin Ambongo Besungu, OFMCap    |                        | DR Kongo                 | 24. siječnja 1960.   | 65                                                                                        | Kinšaski nadbiskup                                                            |
| 5. listopada 2019.   |                                            | Jean-Claude Hollerich, S.J.         |                        | Luksemburg               | 9. kolovoza 1958.    | 66                                                                                        | Luksemburški nadbiskup                                                        |
| 5. listopada 2019.   |                                            | Álvaro Leonel Ramazzini Imeri       |                        | Gvatemala                | 16. srpnja 1947.     | 78                                                                                        | Ueuetenangaški nadbiskup                                                      |
| 5. listopada 2019.   |                                            | Matteo Maria Zuppi                  |                        | Italija                  | 11. listopada 1955.  | 69                                                                                        | Bolonjski nadbiskup                                                           |
| 5. listopada 2019.   |                                            | Cristóbal López Romero, SDB         |                        | Maroko                   | 19. svibnja 1952.    | 73                                                                                        | Rabatski nadbiskup                                                            |
| 28. studenoga 2020.  |                                            | Antoine Kambanda                    |                        | Ruanda                   | 10. studenoga 1958.  | 66                                                                                        | Kigalijski nadbiskup                                                          |
| 28. studenoga 2020.  |                                            | Wilton Daniel Gregory               |                        | SAD                      | 7. prosinca 1947.    | 77                                                                                        | Vašingtonski nadbiskup u miru                                                 |
| 28. studenoga 2020.  |                                            | Jose Fuerte Advincula               |                        | Filipini                 | 30. ožujka 1952.     | 73                                                                                        | Manilanski nadbiskup                                                          |
| 28. studenoga 2020.  |                                            | Augusto Paolo Lojudice              |                        | Italija                  | 1. srpnja 1964.      | 61                                                                                        | Sienski nadbiskup                                                             |
| 27. kolovoza 2022.   |                                            | Jean-Marc Aveline                   |                        | Francuska                | 26. prosinca 1958.   | 66                                                                                        | Marsejski nadbiskup                                                           |
| 27. kolovoza 2022.   |                                            | Peter Okpaleke                      |                        | Nigerija                 | 1. ožujka 1963.      | 62                                                                                        | Ekvulobijski biskup                                                           |
| 27. kolovoza 2022.   |                                            | Leonardo Ulrich Steiner, O.F.M.     |                        | Brazil                   | 6. studenoga 1950.   | 74                                                                                        | Manauški nadbiskup                                                            |
| 27. kolovoza 2022.   |                                            | Filipe Neri Ferrão                  |                        | Indija                   | 20. siječnja 1953.   | 72                                                                                        | Patrijarh Istočne Indije Goanski i damanaški nadbiskup                        |
| 27. kolovoza 2022.   |                                            | Robert Walter McElroy               |                        | SAD                      | 5. veljače 1954.     | 71                                                                                        | Vašingtosnki nadbiskup                                                        |
| 27. kolovoza 2022.   |                                            | Virgílio do Carmo da Silva, S.D.B.  |                        | Istočni Timor            | 27. studenoga 1967.  | 57                                                                                        | Dilijski nadbiskup                                                            |
| 27. kolovoza 2022.   |                                            | Oscar Cantoni                       |                        | Italija                  | 1. rujna 1950.       | 74                                                                                        | Komoški biskup                                                                |
| 27. kolovoza 2022.   |                                            | Anthony Poola                       |                        | Indija                   | 15. studenoga 1961.  | 63                                                                                        | Hiderabadaški nadbiskup                                                       |
| 27. kolovoza 2022.   |                                            | Paulo Cezar Costa                   |                        | Brazil                   | 20. srpnja 1967.     | 58                                                                                        | Brazilijski nadbiskup                                                         |
| 27. kolovoza 2022.   |                                            | William Goh                         |                        | Singapur                 | 25. lipnja 1957.     | 68                                                                                        | Singapurski nadbiskup                                                         |
| 27. kolovoza 2022.   |                                            | Adalberto Martínez Flores           |                        | Paragvaj                 | 8. srpnja 1951.      | 74                                                                                        | Asuncijski nadbiskup                                                          |
| 27. kolovoza 2022.   |                                            | Giorgio Marengo, I.M.C.             |                        | Mongolija                | 7. lipnja 1974.      | 51                                                                                        | Ulanbatarški apostolski prefekt                                               |
| 30. rujna 2023.      |                                            | Pierbattista Pizzaballa, O.F.M.     |                        | Izrael                   | 21. travnja 1965.    | 60                                                                                        | Latinski jeruzalemski patrijarh                                               |
| 30. rujna 2023.      |                                            | Stephen Brislin                     |                        | JAR                      | 24. rujna 1956.      | 68                                                                                        | Johanesburški nadbiskup                                                       |
| 30. rujna 2023.      |                                            | Ángel Sixto Rossi, S.J.             |                        | Argentina                | 11. kolovoza 1958.   | 66                                                                                        | Kordobski nadbiskup                                                           |
| 30. rujna 2023.      |                                            | Luis José Rueda Aparicio            |                        | Kolumbija                | 3. ožujka 1962.      | 63                                                                                        | Bogotski nadbiskup                                                            |
| 30. rujna 2023.      |                                            | Grzegorz Ryś                        |                        | Poljska                  | 9. veljače 1964.     | 61                                                                                        | Lodski nadbiskup                                                              |
| 30. rujna 2023.      |                                            | Stephen Ameyu Martin Mulla          |                        | Južni Sudan              | 10. siječnja 1964.   | 61                                                                                        | Jubski nadbiskup                                                              |
| 30. rujna 2023.      |                                            | José Cobo Cano                      |                        | Španjolska               | 20. rujna 1965.      | 59                                                                                        | Madridski nadbiskup                                                           |
| 30. rujna 2023.      |                                            | Protase Rugambwa                    |                        | Tanzanija                | 31. svibnja 1960.    | 65                                                                                        | Taborski nadbiskup                                                            |
| 30. rujna 2023.      |                                            | Sebastian Francis                   |                        | Malezija                 | 11. studenoga 1951.  | 73                                                                                        | Penanški biskup                                                               |
| 30. rujna 2023.      |                                            | Stephen Chow Sau-yan, S.J.          |                        | Hong Kong                | 7. kolovoza 1959.    | 65                                                                                        | Hongkonški biskup                                                             |
| 30. rujna 2023.      |                                            | François-Xavier Bustillo, OFMConv.  |                        | Francuska                | 23. studenoga 1968.  | 56                                                                                        | Biskup Ajaccija                                                               |
| 30. rujna 2023.      |                                            | Américo Aguiar                      |                        | Portugal                 | 12. prosinca 1973.   | 51                                                                                        | Setubalski biskup                                                             |
| 7. prosinca 2024.    |                                            | Carlos Castillo Mattasoglio         |                        | Peru                     | 28. veljače 1950.    | 75                                                                                        | Limski nadbiskup                                                              |
| 7. prosinca 2024.    |                                            | Vicente Bokalic Iglic, C.M.         |                        | Argentina                | 11. lipnja 1952.     | 73                                                                                        | Santiagodelesterski nadbiskup                                                 |
| 7. prosinca 2024.    |                                            | Luis Cabrera Herrera, O.F.M.        |                        | Ekvador                  | 11. listopada 1955.  | 69                                                                                        | Gvajakvilski nadbiskup                                                        |
| 7. prosinca 2024.    |                                            | Fernando Chomalí Garib              |                        | Čile                     | 10. ožujka 1957.     | 68                                                                                        | Santiagodečilski nadbiskup                                                    |
| 7. prosinca 2024.    |                                            | Tarcisio Isao Kikuchi, S.V.D.       |                        | Japan                    | 1. studenoga 1958.   | 66                                                                                        | Tokijski nadbiskup                                                            |
| 7. prosinca 2024.    |                                            | Pablo Virgilio David                |                        | Filipini                 | 2. ožujka 1959.      | 66                                                                                        | Kalokanski biskup                                                             |
| 7. prosinca 2024.    |                                            | Ladislav Nemet, S.V.D.              |                        | Srbija                   | 7. rujna 1956.       | 68                                                                                        | Beogradski nadbiskup                                                          |
| 7. prosinca 2024.    |                                            | Jaime Spengler, O.F.M.              |                        | Brazil                   | 6. rujna 1960.       | 64                                                                                        | Portoalegreški nadbiskup                                                      |
| 7. prosinca 2024.    |                                            | Ignace Bessi Dogbo                  |                        | Obala Bjelokosti         | 17. kolovoza 1961.   | 63                                                                                        | Abiđanski nadbiskup                                                           |
| 7. prosinca 2024.    |                                            | Jean-Paul Vesco, O.P.               |                        | Alžir                    | 10. ožujka 1962.     | 63                                                                                        | Alžirski nadbiskup                                                            |
| 7. prosinca 2024.    |                                            | Dominique Mathieu, OFMConv.         |                        | Iran                     | 13. lipnja 1963.     | 62                                                                                        | Teheransko-isfahanski nadbiskup                                               |
| 7. prosinca 2024.    |                                            | Roberto Repole                      |                        | Italija                  | 29. siječnja 1967.   | 58                                                                                        | Torinski nadbiskup                                                            |
| 7. prosinca 2024.    |                                            | Baldassare Reina                    |                        | Italija                  | 26. studenoga 1970.  | 54                                                                                        | Generalni vikar za Rim Nadsvećenik Papinske bazilike Svetog Ivana Lateranskog |
| 7. prosinca 2024.    |                                            | Frank Leo                           |                        | Kanada                   | 30. lipnja 1971.     | 54                                                                                        | Torontski nadbiskup                                                           |
| 7. prosinca 2024.    |                                            | Mykola Bychok, CSsR.                |                        | Australija               | 13. veljače 1980.    | 45                                                                                        | Biskup melburnški (Ukrajinska grkokatolička Crkva)                            |
| 7. prosinca 2024.    |                                            | Domenico Battaglia                  |                        | Italija                  | 20. siječnja 1963.   | 62                                                                                        | Napuljski nadbiskup                                                           |

### Kardinali đakoni
| KARDINALI ĐAKONI    | KARDINALI ĐAKONI        | KARDINALI ĐAKONI                  | KARDINALI ĐAKONI       | KARDINALI ĐAKONI       | KARDINALI ĐAKONI    | KARDINALI ĐAKONI                                                                                | KARDINALI ĐAKONI                                                                                   |
| Konzistorij         | Slika                   | Ime i prezime                     | Grb                    | Država                 | Rođen               | Dob                                                                                             | Služba                                                                                             |
| ------------------- | ----------------------- | --------------------------------- | ---------------------- | ---------------------- | ------------------- | ----------------------------------------------------------------------------------------------- | -------------------------------------------------------------------------------------------------- |
| 14. veljače 2015.   |                         |                                   |                        |                        |                     |                                                                                                 | |
|                     | Dominique Mamberti      |                                   | Francuska              | 7. ožujka 1952.        | 73                  | Pročelnik Vrhovnog suda Apostolske signature                                                    | |
| 19. studenoga 2016. |                         |                                   |                        |                        |                     |                                                                                                 | |
|                     | Mario Zenari            |                                   | Italija                | 5. siječnja 1946.      | 79                  | Apostolski nuncij u Siriji                                                                      | |
|                     | Kevin Joseph Farrell    |                                   | SAD                    | 2. rujna 1947.         | 77                  | KAMERLENGO SVETE RIMSKE CRKVE Pročelnik Dikasterija za laike, obitelj i život                   | |
| 28. lipnja 2018.    |                         |                                   |                        |                        |                     |                                                                                                 | |
|                     | Konrad Krajewski        |                                   | Poljska                | 25. studenoga 1963.    | 61                  | Djelitelj milostinje Njegove Svetosti                                                           | |
| 5. listopada 2019.  |                         | José Tolentino Calaça de Mendonça |                        | Portugal               | 15. prosinca 1965.  | 59                                                                                              | Pročelnik Dikasterija za kulturu i obrazovanje                                                     |
| 5. listopada 2019.  |                         | Michael Czerny, S.J.              |                        | Kanada                 | 18. srpnja 1946.    | 79                                                                                              | Pročelnik Dikasterija za promicanje cjelovita ljudskog razvoja                                     |
| 28. studenoga 2020. |                         | Mario Grech                       |                        | Malta                  | 20. veljače 1957.   | 68                                                                                              | Generalni tajnik Biskupske sinode                                                                  |
| 28. studenoga 2020. |                         | Marcello Semeraro                 |                        | Italija                | 22. prosinca 1947.  | 77                                                                                              | Pročelnik Dikasterija za kauze svetaca                                                             |
| 28. studenoga 2020. |                         | Mauro Gambetti, OFMConv.          |                        | Italija                | 27. listopada 1965. | 59                                                                                              | Generalni vikar za Vatikan Nadsvećenik Papinske Bazilike sv. Petra Predsjednik Radionice sv. Petra |
| 27. kolovoza 2022.  |                         | Arthur Roche                      |                        | Ujedinjeno Kraljevstvo | 6. ožujka 1950.     | 75                                                                                              | Pročelnik Dikasterija za bogoštovlje i stegu sakramenata                                           |
| 27. kolovoza 2022.  |                         | Lazarus You Heung-sik             |                        | Južna Koreja           | 17. studenoga 1951. | 73                                                                                              | Pročelnik Dikasterija za kler                                                                      |
| 30. rujna 2023.     |                         | Claudio Gugerotti                 |                        | Italija                | 7. listopada 1955.  | 69                                                                                              | Pročelnik Dikasterija za istočne Crkve                                                             |
| 30. rujna 2023.     |                         | Víctor Manuel Fernández           |                        | Argentina              | 18. srpnja 1962.    | 63                                                                                              | Pročelnik Dikasterija za nauk vjere                                                                |
| 30. rujna 2023.     |                         | Emil Paul Tscherrig               |                        | Švicarska              | 3. veljače 1947.    | 78                                                                                              | Apostolski nuncij u miru u Italiji i San Marinu                                                    |
| 30. rujna 2023.     |                         | Christophe Pierre                 |                        | Francuska              | 30. siječnja 1946.  | 79                                                                                              | Apostolski nuncij u Sjedinjenim Američkim Državama                                                 |
| 30. rujna 2023.     |                         | Ángel Fernández Artime, S.D.B.    |                        | Španjolska             | 21. kolovoza 1960.  | 64                                                                                              | Proprefekt Dikasterija za ustanove posvećenog života i družbe apostolskog života                   |
| 7. prosinca 2024.   |                         |                                   |                        |                        |                     |                                                                                                 | |
|                     | Rolandas Makrickas      |                                   | Litva                  | 31. siječnja 1972.     | 53                  | Nadsvećenik koadjutor papinske bazilike Svete Marije Velike                                     | |
|                     | Timothy Radcliffe, O.P. |                                   | Ujedinjeno Kraljevstvo | 22. kolovoza 1945.     | 79                  | Magistar emeritus Reda propovjednika                                                            | |
|                     | Fabio Baggio, C.S.      |                                   | Italija                | 15. siječnja 1965.     | 60                  | Podtajnik Odjela za migrante i izbjeglice Dikasterija za promicanje cjelovitog ljudskog razvoja | |
|                     | George Koovakad         |                                   | Indija                 | 11. kolovoza 1973.     | 51                  | Pročelnik Dikasterija za međureligijski dijalog (Siro-malabarska katolička Crkva)               | |

### Odsutni kardinali izbornici
Kardinal Vinko Puljić isprva je najavio kako neće prisustvovati zbog zdravstvenih razloga, ali je kasnije odlučio prisustvovati nakon što mu je liječnik to odobrio.
| Kardinali prezbiteri | Kardinali prezbiteri | Kardinali prezbiteri      | Kardinali prezbiteri | Kardinali prezbiteri | Kardinali prezbiteri | Kardinali prezbiteri | Kardinali prezbiteri         | Kardinali prezbiteri |
| Br.                  | Slika                | Ime i prezime             | Grb                  | Država               | Rođen                | Dob                  | Služba                       | Razlog odsutnosti    |
| -------------------- | -------------------- | ------------------------- | -------------------- | -------------------- | -------------------- | -------------------- | ---------------------------- | -------------------- |
| 1.                   |                      | John Njue                 |                      | Kenija               | 1. siječnja 1946.    | 79                   | Nairobijski nadbiskup u miru | zdravlje             |
| 2.                   |                      | Antonio Cañizares Llovera |                      | Španjolska           | 15. listopada 1945.  | 79                   | Valencijski nadbiskup u miru | zdravlje             |

## Kardinali izbornici po kontinentima i državama
133 prisutna kardinala izbornika predstavljaju 70 zemalja na svih šest naseljenih kontinenata. Zemlje s najvećim brojem kardinala izbornika su Italija (17), Sjedinjene Američke Države (10) i Brazil (7). Statistički podaci o globalnoj rasprostranjenosti katolika u donjoj tablici preuzeti su iz izdanja Annuarium Statisticum Ecclesiae iz 2023., objavljen 2025. godine.
| Kontinent        | Broj | Udio u kardinalskom zboru | Udio u ukupnoj katoličkoj populaciji (2023.) |
| ---------------- | ---- | ------------------------- | -------------------------------------------- |
| Afrika           | 17   | 12,8 %                    | 20,0 %                                       |
| Sjeverna Amerika | 20   | 15,0 %                    | 20, 4%                                       |
| Južna Amerika    | 17   | 12,8 %                    | 27,4 %                                       |
| Azija            | 23   | 17,3 %                    | 11,0 %                                       |
| Europa           | 52   | 39,1 %                    | 20,4 %                                       |
| Oceanija         | 4    | 3,0 %                     | 0,8 %                                        |
| Ukupno           | 133  | 100,0 %                   | 100,0 %                                      |

| Država                      | Kontinent        | Broj |
| --------------------------- | ---------------- | ---- |
| Alžir                       | Afrika           | 1    |
| Argentina                   | Južna Amerika    | 4    |
| Australija                  | Oceanija         | 1    |
| Belgija                     | Europa           | 1    |
| Bosna i Hercegovina         | Europa           | 1    |
| Brazil                      | Južna Amerika    | 7    |
| Burkina Faso                | Afrika           | 1    |
| Kanada                      | Sjeverna Amerika | 4    |
| Zelenortska Republika       | Afrika           | 1    |
| Srednjoafrička Republika    | Afrika           | 1    |
| Čile                        | Južna Amerika    | 1    |
| Kolumbija                   | Južna Amerika    | 1    |
| Demokratska Republika Kongo | Afrika           | 1    |
| Hrvatska                    | Europa           | 1    |
| Kuba                        | Sjeverna Amerika | 1    |
| Ekvador                     | Južna Amerika    | 1    |
| Etiopija                    | Afrika           | 1    |
| Francuska                   | Europa           | 5    |
| Njemačka                    | Europa           | 3    |
| Gana                        | Afrika           | 1    |
| Gvatemala                   | Sjeverna Amerika | 1    |
| Gvineja                     | Afrika           | 1    |
| Haiti                       | Sjeverna Amerika | 1    |
| Hong Kong (Kina)            | Azija            | 1    |
| Mađarska                    | Europa           | 1    |
| Indija                      | Azija            | 4    |
| Indonezija                  | Azija            | 1    |
| Iran                        | Azija            | 1    |
| Irak                        | Azija            | 1    |
| Italija                     | Europa           | 17   |
| Obala Bjelokosti            | Afrika           | 2    |
| Japan                       | Azija            | 2    |
| Jeruzalem                   | Azija            | 1    |
| Južna Koreja                | Azija            | 1    |
| Litva                       | Europa           | 1    |
| Luksemburg                  | Europa           | 1    |
| Madagaskar                  | Afrika           | 1    |
| Malezija                    | Azija            | 1    |
| Malta                       | Europa           | 1    |
| Meksiko                     | Sjeverna Amerika | 2    |
| Mongolija                   | Azija            | 1    |
| Maroko                      | Afrika           | 1    |
| Mjanmar                     | Azija            | 1    |
| Nizozemska                  | Europa           | 1    |
| Novi Zeland                 | Oceanija         | 1    |
| Nikaragva                   | Sjeverna Amerika | 1    |
| Nigerija                    | Afrika           | 1    |
| Pakistan                    | Azija            | 1    |
| Papua Nova Gvineja          | Oceanija         | 1    |
| Paragvaj                    | Južna Amerika    | 1    |
| Peru                        | Južna Amerika    | 1    |
| Filipini                    | Azija            | 3    |
| Poljska                     | Europa           | 4    |
| Portugal                    | Europa           | 4    |
| Ruanda                      | Afrika           | 1    |
| Srbija                      | Europa           | 1    |
| Singapur                    | Azija            | 1    |
| Južna Afrika                | Afrika           | 1    |
| Južni Sudan                 | Afrika           | 1    |
| Španjolska                  | Europa           | 4    |
| Šri Lanka                   | Azija            | 1    |
| Švedska                     | Europa           | 1    |
| Švicarska                   | Europa           | 2    |
| Tanzanija                   | Afrika           | 1    |
| Tajland                     | Azija            | 1    |
| Istočni Timor               | Azija            | 1    |
| Tonga                       | Oceanija         | 1    |
| Ujedinjeno Kraljevstvo      | Europa           | 3    |
| Sjedinjene Američke Države  | Sjeverna Amerika | 10   |
| Urugvaj                     | Južna Amerika    | 1    |
| Ukupno                      | Ukupno           | 133  |